# Order św. Mesropa Masztoca
Order św. Mesropa Masztoca (orm. Սուրբ Մեսրոպ Մաշտոցի շքանշան) – szósty w armeńskiej kolejności starszeństwa order, ustanowiony 26 lipca 1993. 
Order przyznawany jest za znaczące osiągnięcia w rozwoju gospodarczym Armenii, naukach przyrodniczych i społecznych, wynalazkach, kulturze, edukacji, służbie zdrowia i służbie publicznej, a także za działalność promującą współpracę naukową, technologiczną, gospodarczą i kulturalną z zagranicą.. 